# Balanus trigonus
Balanus trigonus is een zeepokkensoort uit de familie van de Balanidae. De wetenschappelijke naam van de soort werd in 1854 voor het eerst geldig gepubliceerd door Charles Darwin. Het is een steile, kegelvormige zeepok met zes kalkplaatjes en is roze van kleur.

## Verspreiding
Balanus trigonus heeft een brede inheemse verspreiding in de Stille en Indische Oceaan, waaronder Japan, Californië tot Peru, Australië, de Rode Zee en de zuidpunt van Afrika. Deze soort is geïntroduceerd in het hele Atlantische bekken, waar het in 1867 voor het eerst werd geregistreerd in Brazilië. Het wordt nu gevonden aan beide zijden van de Atlantische Oceaan en in de Middellandse Zee. Langs de oostkust van de Verenigde Staten is B. trigonus wijdverbreid van Florida tot Noord-Carolina. Het wordt ook gevonden in de Golf van Mexico, inclusief de kusten van Florida, Louisiana en Texas. Balanus trigonus geeft de voorkeur aan zoute, subtidale leefomgevingen in warm-gematigde, subtropische en tropische zeeën. Het groeit op een breed scala aan harde oppervlakken, waaronder mangroven, rotsen, oesters, krabben, palen, dokken en scheepsrompen.